# アレックス・ライフソン
アレックス・ライフソン（Alex Lifeson、Officers of the Order of Canada、本名：アレクサンダー・ジヴォジノヴィチ Alexandar Zivojinovich、1953年8月27日 - ）は、カナダのギタリスト、作曲家、音楽家。ロックバンドのラッシュのギタリストである。
2011年、「ローリング・ストーンの選ぶ歴史上最も偉大な100人のギタリスト」において第98位。

## 略歴
1953年の8月27日にカナダのブリティッシュコロンビア州にて、セルビア人系移民の家に生まれる。本来の名字はジヴォジノヴィチで、これはセルビア語で「生命の子」を意味する。現在のLifesonという名字は、この英語訳である。12歳の時にギターを始める。最初に手に入れたのは父親から贈られたクラシック・ギターであったが、やがて日本製のエレクトリック・ギターを入手。以後、ほぼ独学でギターを学ぶ。
ジミ・ヘンドリックス、ピート・タウンゼント、ジェフ・ベック、エリック・クラプトン、ジミー・ペイジ、スティーブ・ハケット、アラン・ホールズワース、ヨーマ・コーコネン（ジェファーソン・エアプレイン）、アルヴィン・リー（テン・イヤーズ・アフター）の影響を受けた。
1968年にトロントでラッシュを結成。これまでに17枚のアルバムを発表。個人としては、1990年代中期にプライマスのレス・クレイプール等と共に「ヴィクター」というソロ・プロジェクトで活動して、1996年に同名のアルバムを発表。
1997年2月、ニール・パート、ゲディ・リーとともにカナダ勲章（オフィサー）を授与される。同年、スティーヴ・ヴァイが監修したクリスマス・アルバム『メリー・アックスマス』に、インストゥルメンタルによる「ザ・リトル・ドラマー・ボーイ」を提供した。
2007年、ライフソンがゲスト参加したポーキュパイン・ツリーのアルバム『フィアー・オブ・ア・ブランク・プラネット』が発表された。

## 音楽性
- 緻密に計算された和音と斬新なテクニックがトレードマークである。単純なパワーコードだけでなく、ディレイなどのエフェクター等も効果的に使用して一つの世界を作り上げているといっても過言ではない音の広がりを見せる。
- ラッシュ結成当時はギブソンのES-335とマーシャルアンプを主に使用していたが、その後はストラトキャスター、カーヴィン、PRSなどのギターを経て、現在はまたギブソンを主に使用している。アンプはヒュースアンドケトナーの自身のモデルを使用していたが、エンドースメント契約終了と共に2015年現在では再びマーシャルのアンプを使用している。
- ライブ時にはアンプのスピーカーにマイクを立てて音を拾わずに、ギターアンプのプリアンプ部から直接ミキサー卓に信号を送り、スピーカーからの音はモニターとして活用しているのが音作りの上での大きな特徴。また、足元のペダルボードにはギターの信号そのものは一切流れないように設計されている。これによりエフェクトの操作ミスからシールドが抜けて音が出なくなるといったトラブルの可能性を最小限に食いとどめている。このペダルボードにギターの信号を流さない発想はドリーム・シアターのジョン・ペトルーシに影響を与えている。
- 前述の自身のアンプ（「TRIAMP MkII」）の売り上げの一部（アンプが一台売れるごとに$50）は、自身との契約時にユニセフに寄付される取り決めになっていた。